# 参宿增十三
獵戶座32，又名BD+05 939，HD 36267、SAO 112849、HR 1839，是獵戶座的一颗恒星，视星等为4.2，位于銀經198.02，銀緯-14.94，其B1900.0坐标为赤經5h 25m 25.9s，赤緯+5° -14.94′ 19″。自二零一七年十月十日起，他的名字已改为“小丑”。